# Fergana Challenger 2003
Il Fergana Challenger 2003 è stato un torneo di tennis facente parte della categoria ATP Challenger Series nell'ambito dell'ATP Challenger Series 2003. Il torneo si è giocato a Fergana in Uzbekistan dal 12 al 17 maggio 2003 su campi in cemento.

## Vincitori

### Singolare
Tuomas Ketola ha battuto in finale  Louis Vosloo con il punteggio di 6–2, 6–3

### Doppio
Justin Bower /  Aisam-ul-Haq Qureshi hanno battuto in finale  Aleksej Kedrjuk /  Orest Tereščuk con il punteggio di 3–6, 7–6(0), 6–4